# Стефан Сумара
Стефан Тадеуш Сумара (пол. Stefan Tadeusz Sumara; нар. 13 грудня 1914, Лопатин, Австро-Угорщина — пом. 28 серпня 1951, Мокре, Польща) — польський футболіст, виступав на позиції лівого півзахисника.

## Життєпис
Народився в смт. Лопатин (зараз — територія Львівської області), футболом розпочав займатися в 1930 році в львівській «Погоні», 1936 року був переведений до першої команди львів'ян, за яку встиг зіграти 57 матчів. Під час Другої світової війни не виступав. У 1945 році виступав у «Краковії», по ходу сезону перейшов у «Полонію» (Битом). Завершив кар'єру футболіста в 1947 році.
У футболці національної збірної Польщі зіграв одного разу, 25 вересня 1938 року в програному (1:2) поєдинку проти Литви.